# Zielenograd

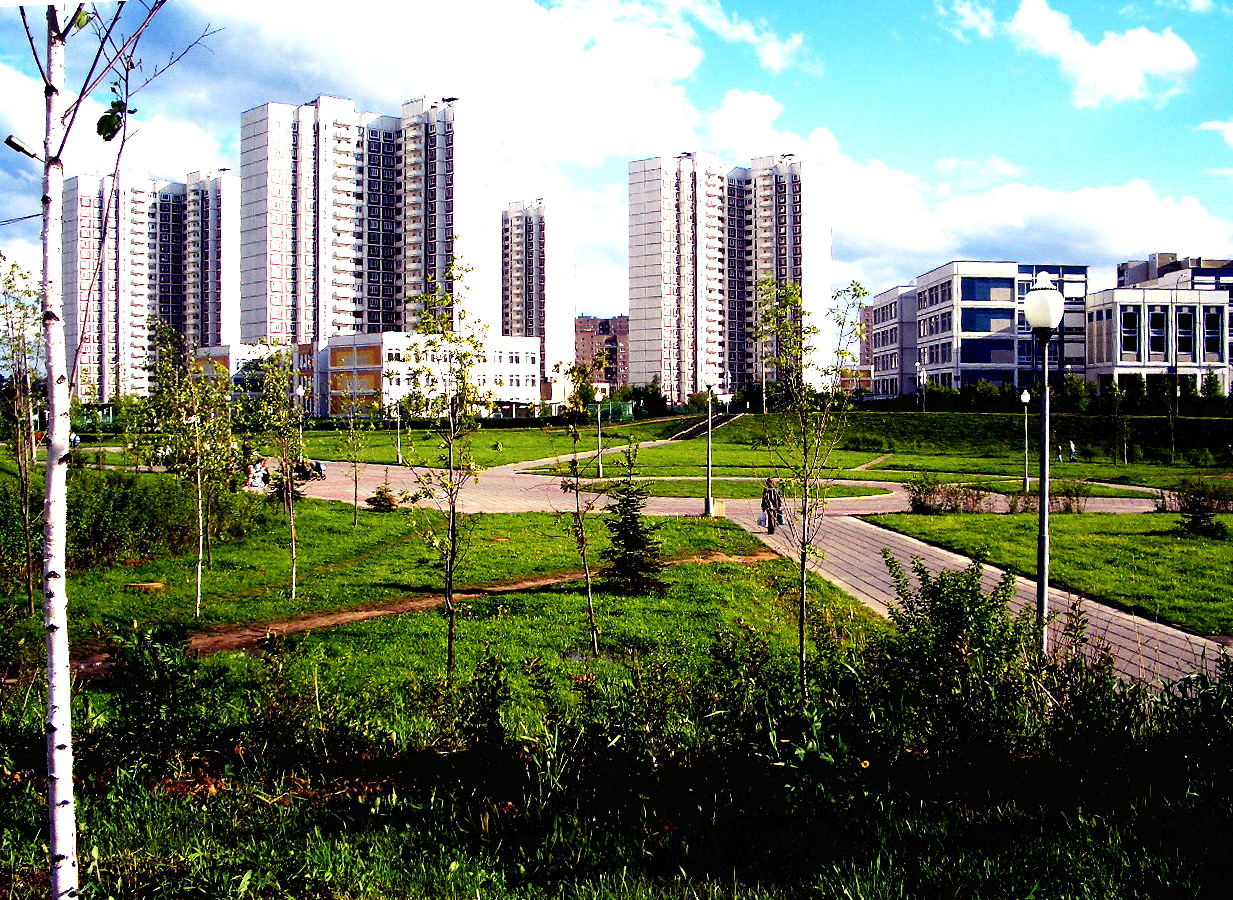
16 mikrorajon

Zielenograd, Zielenogradzki okręg administracyjny Moskwy (ros. Зеленоград (trl. Zelenograd), Зеленоградский административный округ (trl. Zelenogradskij administrativnyj okrug)) – jeden z 12 okręgów administracyjnych Moskwy. Ludność liczy 250 453 mieszkańców (2020). Od 1963 roku Zielenograd administracyjnie wchodzi w skład Moskwy. Po reformie administracyjnej w 1991 roku oficjalnie nazwany jako Zielenogradzki okręg administracyjny Moskwy.

## Historia
Miasto powstało 3 marca 1959 roku, kiedy Rada Ministrów Związku Radzieckiego wydała dekret w sprawie budowy nowego miasta w pobliżu dworca kolejowego Kriukowo. Obszar miasta początkowo miał wynosić 11,28 km². Sama budowa miasta rozpoczęła się w 1960 roku, a głównym architektem został Igor Rożin.
Miasto było jednym z najpotężniejszych ośrodków elektroniki, mikroelektroniki i przemysłu komputerowego w Związku Radzieckim. Obecnie podobną rolę odgrywa we współczesnej Rosji. Miasto zostało opracowane jako odpowiednik amerykańskiej Doliny Krzemowej. Funkcjonowały tam m.in. zakłady Angstrem (Ангстрем), produkująca własną kopię Z80, początkowo umieszczając kryształy od procesora 80A-CPU MME z NRD.

## Podział administracyjny
Obecnie miasto dzieli się na pięć rejonów oraz osiemnastu mikrorajonów:
1. Matuszkino (Матушкино)
2. Sawiołki (Савёлки)
3. Staroje Kriukowo (Старое Крюково)
4. Silino (Силино)
5. Kriukowo (Крюково)

Projektowane są kolejne cztery mikrorajony w rejonie Kriukowo.
Innym podziałem miasta jest rozgraniczenie na:
- Stare Miasto, które znajduje się między autostradą M10, a linią kolejową łączącą Moskwę z Petersburgiem i obejmuje: Matuszkino, Sawiołki, Staroje Kriukowo oraz Silino.
- Nowe Miasto, które jest położone na południowy zachód od linii kolejowej i obejmuje swoim terytorium Kriukowo.

## Miasta partnerskie
- Tulsa, Stany Zjednoczone
- Unterschleißheim, Niemcy